# Chang Wen-hsia
Chang Wen-hsia (chiń. trad. 張文霞; pinyin Zhāng Wénxiá; ur. 9 czerwca 1977) – tajwańska zapaśniczka w stylu wolnym. Dwukrotna uczestniczka mistrzostw świata, dziewiąta w 1996. Brązowa medalistka mistrzostw Azji w 1996 i 2000 roku.